# サムバディ・フー・ケアーズ
サムバディ・フー・ケアーズ（Somebody Who Cares）は、1982年にポール・マッカートニー（Paul McCartney）が発表した楽曲である。アルバム『タッグ・オブ・ウォー』に収録されている。スパニッシュ・ギターとパンパイプが印象的なアコースティックなナンバー。「見捨てる人」もいれば「見守る人」もいると曲中で歌っている。

## 収録アルバム
- 『タッグ・オブ・ウォー』